# Železnogorsk-Ilimskij
Železnogorsk-Ilimskij (rusky Железногорск-Илимский) je město v Irkutské oblasti v Ruské federaci. Při sčítání lidu v roce 2010 měl přes šestadvacet tisíc obyvatel.

## Poloha a doprava
Železnogorsk-Ilimskij leží na severozápadě Leno-angarské plošiny několik kilometrů východně od Ilimu, přítoku Angary. Od Irkutsku, správního střediska oblasti, je vzdálen přibližně 1200 kilometrů severně.
Přes Železnogorsk-Ilimskij prochází Bajkalsko-amurská magistrála, jejíž zdejší stanice je na 555. kilometru od Tajšetu. Také zde vede silnice z Bratsku do Usť-Kutu.

## Dějiny
Založení současného osídlení se datuje do roku 1948 a došlo k němu současně s počátkem těžby železné rudy ve zdejším dole.
Městem se Železnogorsk-Ilimskij stal v roce 1965.